# Maryse François-Xausa
Maryse François-Xausa, née le 8 octobre 1959 à Briançon, est une ingénieure hydraulicienne et dirigeante d'entreprise française. Elle a exercé des fonctions de direction et présidence dans les entreprises Alstom Power et General Electric Renewable Energy.

## Biographie

### Études
Maryse François-Xausa est diplômée de l'École polytechnique et de l'Institut d'administration des entreprises de Paris.

### Carrière
Elle commence sa carrière en 1986 comme ingénieure des pompes-turbines chez Alstom Hydro. Elle exerce des fonctions de direction à partir de l'année 2000, elle devient vice-présidente, vice-présidente senior puis présidente chez Alstom Power,,,,,. Elle travaille ensuite comme vice-présidente puis présidente chez General Electric énergies renouvelables. Depuis 2020, elle est consultante en énergie, stockage hydraulique et énergies renouvelables dans sa société FFX consulting.

### Activités de recherche
Elle a été vice-présidente de l'association Hydro 21 et de TENERRDIS (pôle de compétitivité pour le développement des énergies renouvelables) et a fait partie des comités scientifiques de l'International Association for Hydro-Environment Engineering and Research (IAHR) et de l'agence nationale de la recherche (ANR) française.

### Activités politiques
Élue d'opposition au conseil municipal de Briançon en 2020, Maryse François-Xausa rejoint la majorité municipale en septembre 2022.

## Distinctions
Maryse François-Xausa est nommée chevalière de l'Ordre du Mérite en 2011. Elle a reçu le Grand Prix d’Hydrotechnique de la Société Hydrotechnique de France (SHF) en 2012,. Elle a reçu en 2014 le prix Women with Hydro Vision de PenWell dans la catégorie recherche et développement pour ses contributions à l'industrie hydroélectrique,.